# Senyor Popo
El senyor Popo (ミ ス タ ー ・ ポ Mis, Misutā Popo) és un personatge fictici del manga i l'anime Bola de Drac, creat per Akira Toriyama el 1984. És l’ajudant de Kamisama, el déu de la terra de Son Goku, i s’encarrega de servir els visitants. A la sèrie, entrena Son Goku en arts marcials i li ensenya la Sala de l'Esperit del Temps. Es caracteritza per ser un home gros amb la pell negra i els llavis vermells vestit amb roba pròpia de la cultura àrab; no té nas i els seus ulls són rodons i petits.